# 西雅圖
西雅图（英語：、i/siˈætəl/ see-AT-əl），早期譯作舍路:85，是位于美国华盛顿州的一座港口城市，也是该州最大的城市和金县的县治，但并非州首府。它坐落于普吉特海湾和华盛顿湖之间，距离美加邊境约174千米，是美国太平洋西北区最大的城市，全美第四大港口，同时也是通往东亚的贸易门户。根据2020年人口普查数据，西雅图全市人口为737,015人，都会区人口约400万，是美国第15大都会区。2010至2020年间，西雅图的人口增长率高达21.1%，成为全美人口增长最快的大城市之一。
西雅图地区最早的人类活动可以追溯到距今约4000年前，当时就有美洲原住民在此居住。1851年11月13日，阿瑟·阿姆斯特朗·丹尼率领的探险队从伊利诺伊州出发，经由俄勒冈州的波特兰乘帆船出海，抵达现今西雅图地区的阿尔凯角，建立了第一个定居点。1853年，该定居点于迁移到现在的位置，并以西雅图酋长的名字命名为“西雅图”。如今，西雅图拥有多元化的人口结构，居住着众多美洲原住民裔，斯堪的纳维亚裔，欧裔，亚裔与非裔居民，还有着美国第六大的LGBT社群。
伐木业是西雅图第一个主要产业。19世纪末，西雅图凭借克朗代克淘金热成为通往阿拉斯加的商业和造船业中心。到1910年已跻身美国25大城市之列。大萧条时期，西雅图经济发展受到严重影响，但在第二次世界大战期间及战后逐渐恢复，这在一定程度上得益于波音公司将制造中心设于此地。
1980年代以来，西雅图发展成为一个科技中心，微软等公司纷纷在此创立。杰夫·贝索斯也于1994年在西雅图创立了网络零售商亚马逊。软件，生物技术和互联网公司的蓬勃发展推动了西雅图经济的复兴，人口在1990至2000间增加超过5万人。2010年以来，西雅图又成为绿色工业和可持续发展的中心，被认为是2010至2020年间美国发展速度最快的主要城市之一。
西雅图拥有多个别名，官方别名为“翡翠之城（the Emerald City）”，其他还有“雨城（the Rainy City）”、“常綠之城（Evergreen City）”、“阿拉斯加门户（the Gateway to Alaska）”、“女王之城（Queen City）”和“喷气机之城（Jet City）”。1918至1951年间，西雅图中区到中国城-国际区的积臣街 (Jackson Street)上曾聚集了近30家爵士夜店。浓厚的爵士氛围孕育了雷·查尔斯，昆西·琼斯和厄內斯汀·安德森等爵士名家。此外，西雅图还是摇滚音乐家吉米·亨德里克斯的出生地，被认为是另类摇滚风格垃圾音乐的诞生地。涅槃乐队，珍珠果酱乐队，声音花园乐队，爱丽丝囚徒，红心乐团，喷火战机乐队都在西雅图出道。西雅图的咖啡消费量极大，是星巴克的诞生地，其第一家门店就位于此。

## 历史

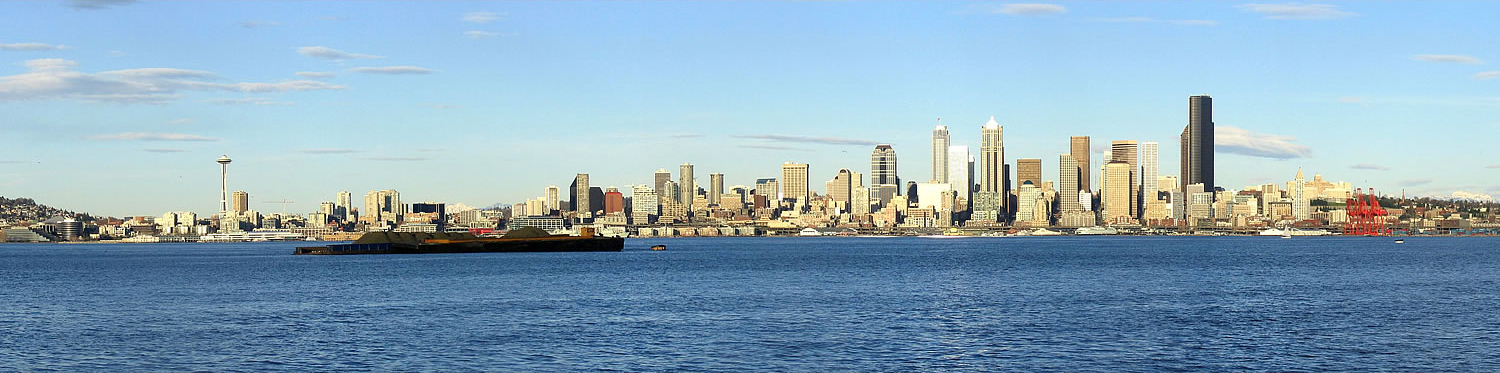
西雅圖天際線

考古发掘显示，至少在距今约四千年前，美洲原住民便已在西雅图地区活动。当第一批欧洲定居者抵达时，杜瓦米什人已在埃利奥特湾周边建立了至少17座村落。
现代城市“西雅图”在卢舒茨希德语中的名称为，意为「小型渡口之地」。这一名称源自位于今景街站附近的原住民聚落之一。
1792年5月，英国皇家海军为绘制太平洋西北地区而进行的1791年至1795年远征期间，乔治·温哥华成为首位抵达西雅图地区的欧洲人。

### 19世纪

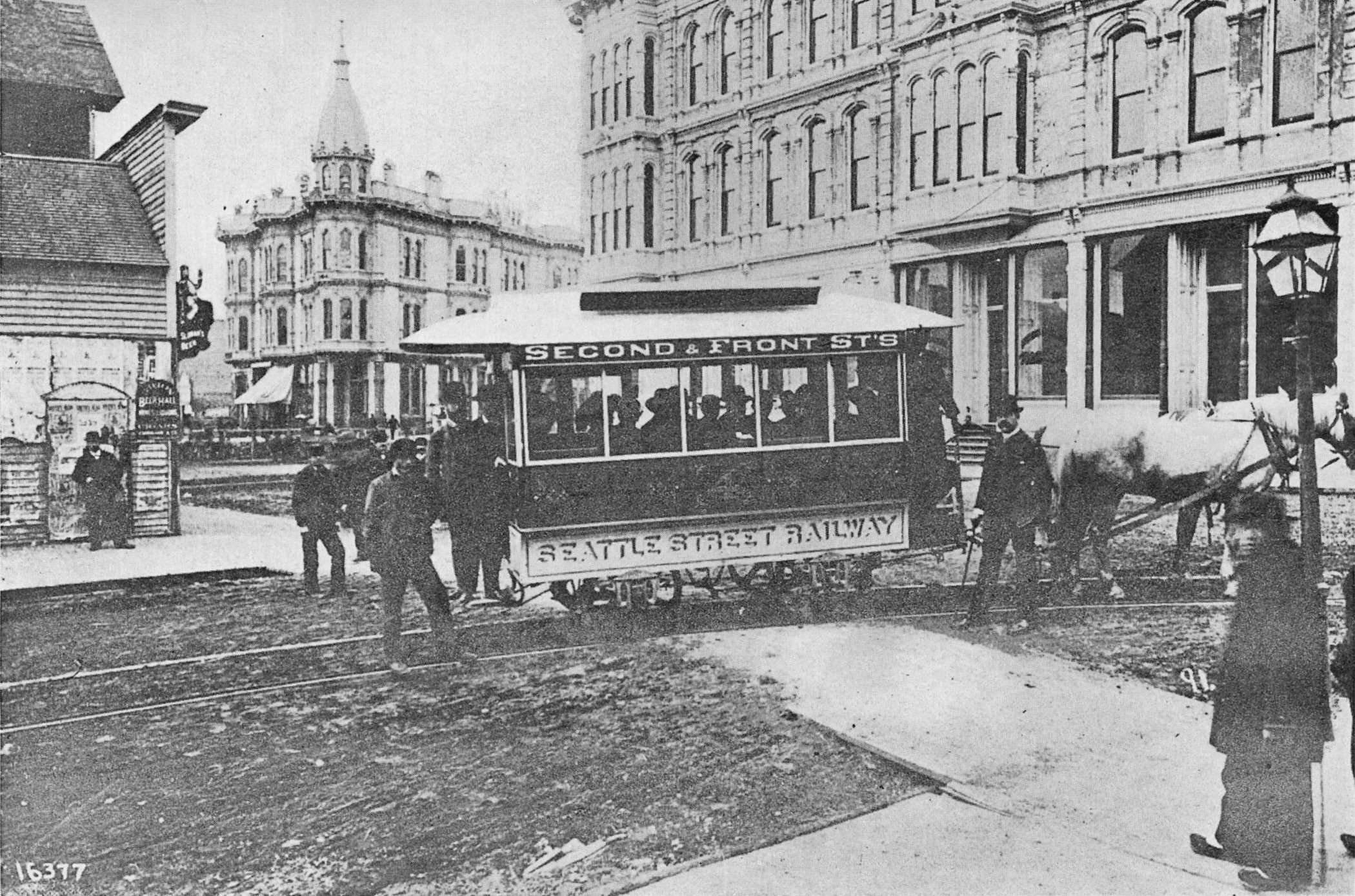
1884年，西雅图首条有轨电车线路在奥克西登街与耶斯勒大道交叉口的情景；图中建筑在五年后的西雅图大火（1889年）中全部被焚毁。

1891年西雅图及其周边金县的鸟瞰图

1851年，路德·柯林斯（Luther Collins）率领的一支规模庞大的拓荒队在杜瓦米什河入海口一带选址拓殖，并于1851年9月14日正式提出土地申领。仅隔13日，柯林斯队成员在前往各自地块途中，与丹尼一行的三名勘察人员邂逅。1851年9月28日，丹尼一行在阿尔基角提出土地申领。丹尼党的其他成员随后自俄勒冈州波特兰搭乘双桅纵帆船“精确”(Exact)号，经阿斯托里亚北上，最终于1851年11月13日雨夜登陆阿尔基角。经历了艰苦的首个冬季后，多数丹尼党成员穿越埃利奥特湾，在今拓荒者广场所在地再次提出土地申报，并将新聚落称作“杜瓦姆普斯”（Duwamps）。
查尔斯·特里（Charles Terry）与约翰·洛（John Low）留守最初的登陆点，恢复旧有地权，并将该地命名为“纽约”（New York），后于1853年4月改称“纽约·阿尔基”（New York Alki）——其中“阿尔基”一词源自契努克混合语，意为“迟早”、“总有一天”。随后几年，纽约·阿尔基与杜瓦姆普斯相互竞争，但最终前者被弃，居民亦陆续迁往埃利奥特湾对岸与其它拓荒者会合。
杜瓦姆普斯的奠基者之一、医生戴维·斯温森·梅纳德主张以西雅图酋长（英语化为“Seattle”）的名字为新聚落命名。在短暂的普吉特湾战争期间，1856年1月26日爆发了西雅图之战，拓荒定居点击退袭击后再未遭受进攻。
“西雅图”之名首见于1853年5月23日的华盛顿领地官方文件，当日亦完成了首批村庄地籍图的备案。1855年，名义上的土地权利安排得以确立。1865年1月14日，领地议会依照受托人制模式正式设立西雅图镇，但该镇于1867年1月18日被撤销法人地位，直至1869年12月2日根据新请愿书重新注册并实行市长–议会制。西雅图市徽上绘有西雅图酋长左侧面像，且标示“1869”年号。同年，西雅图获得“女王之城”的别号，并于1982年正式改为“翡翠之城”。
与美国西部诸多城市类似，西雅图的发展历经多次繁荣与衰退循环。城市经济几度腾飞后骤然下滑，但往往借机重建更为稳固的基础设施。
最早的繁荣阶段依托林木业。其间，今耶斯勒大道沿线因原木顺坡滑运至亨利·耶斯勒锯木厂而得名“滑木道”（Skid Road）；该地区后期的贫困与残破被认为是"贫民窟"（Skid Row）一词流入美国口语的源头之一。与美国西部其他地区一样，西雅图曾爆发劳资冲突及族裔对立，并于1885年至1886年间引发针对华工的排华骚乱。
到1889年西雅图大火吞噬市中心时，城市已拥有可观的经济实力，之后更在废墟中迅速崛起出规模宏大的新商业区。例如金融机构华盛顿互惠银行便创立于火灾后的重建时期。然而，1893年的经济恐慌重创西雅图。
第二次也是最为轰动的繁荣来自克朗代克淘金热，其终结了始于1893年恐慌的萧条，使西雅图一跃成为重要的交通枢纽。1897年7月14日，“波特兰”号汽船载着传说中的“一吨黄金”抵港，西雅图随即成为前往阿拉斯加与育空地区淘金者的主要集散地。尽管矿工们鲜有人真正致富，西雅图却凭借向淘金客供应服装与三文鱼长期获益。与西雅图一样，普吉特湾地区的埃弗里特、塔科马、汤森港、布雷默顿及奥林匹亚亦竞相成为物资交换中心，而非贵金属的“母脉”所在地。

### 20世纪

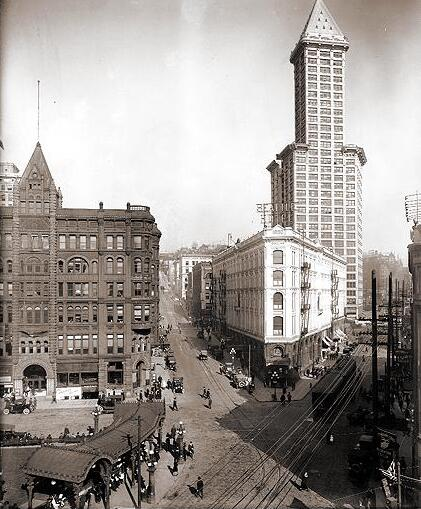
1917年的拓荒者广场，画面可见拓荒者大楼、史密斯塔和西雅图酒店

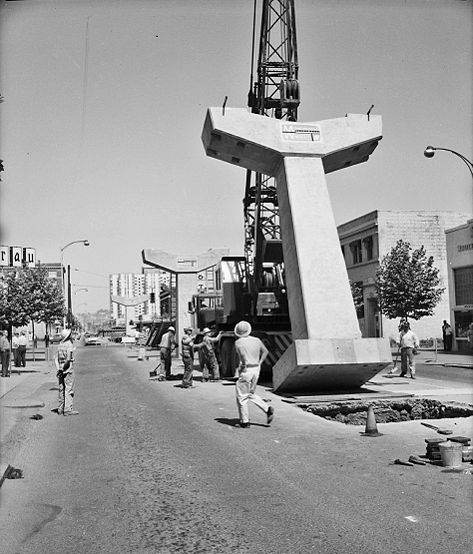
1961年建设中的西雅图中心单轨列车

20世纪初的繁荣持续多年，为西雅图孕育出众多新企业与产品。1907年，19岁的詹姆斯·E·凯西借得100美元，创办了美国信使公司（即日后的UPS）。同一时期成立的本地企业还包括诺德斯特龙百货公司与艾迪鲍尔。市府聘请奥姆斯特德兄弟景观设计事务所，规划了一整套公园与林荫大道体系。淘金热时代以1909年的阿拉斯加－育空－太平洋博览会为高潮，该博览会奠定了今日华盛顿大学校园的基本格局。
20世纪初的船舶制造热潮在第一次世界大战期间达到顶峰，使西雅图带有“公司城镇”色彩。战后收缩催生了1919年的西雅图大罢工——美国最早的全国性罢工之一。1912年弗吉尔·博格提出的城市发展蓝图大多束之高阁。20年代西雅图小有繁荣，却在大萧条中遭受重创，劳资冲突尤为激烈；1934年的海员罢工更使大量航运改道洛杉矶港。
新政时期，西雅图从公共事业振兴署、平民保育团、公共工程管理局等项目中受益良多。大批工人修筑了道路、公园、水坝、学校、铁路、桥梁与码头。与此同时，林业与建筑业萎缩，人口向市区集中。
大萧条期间，贫民聚居区胡佛村在市外成形，收容了数千名无家可归者。在埃莉诺·罗斯福1933年著作《It's Up to the Women》的鼓舞下，西雅图女性运动兴起，借助《Working Woman》《The Woman Today》等刊物争取平等地位。
大萧条对华盛顿大学影响甚微；相反，校方趁机扩招，而西雅图公立学校则苦于经费与出勤率不足。
1902年起，演出商亚历山大·潘塔吉斯以西雅图为基地经营杂耍与无声电影院线；苏格兰裔建筑师马尔库斯·普里特卡为其设计多座剧院，虽多数已拆除或改作他用，仍有百乐门剧院存世。
第二次世界大战期间，波音公司生产军机，再度带动本地繁荣；日裔商人与居民却因强制迁移而流离。战后经济短暂低迷，随后因波音在商用客机市场独占鳌头而复苏，并以1962年的21世纪博览会——建造了太空针塔——向世界展示“喷气之城”的雄心。
60年代末至70年代初，波音受能源危机、政府订单减少及波音747成本飙升影响，裁员潮致人口外流，一幅广告牌写道：“离开西雅图的最后一人——请把灯关掉”。
2001年波音总部迁往芝加哥，但伦顿工厂与埃弗里特工厂仍留在大西雅图地区；其员工信用合作社BECU亦以西雅图为基地，并自2002年起向全州居民开放。
1970年3月20日，奥扎克酒店遭纵火焚毁，28人遇难。1983年的华美大屠杀则造成唐人街非法赌场13人丧生。
20世纪50年代末，西雅图出现首批咖啡馆；随着浓缩咖啡进入美国市场而逐渐兴盛。1971年3月30日，第一家星巴克在派克市场开业，最初只售咖啡豆，随后扩展为咖啡连锁。
1980年代，在微软于1979年自阿尔伯克基迁至贝尔维尤的带动下，繁荣再现。随后亚马逊、F5网络公司、RealNetworks、美国任天堂、T-Mobile等科技企业相继落户，1990–2000年间市区人口净增近5万，房价亦跻身全美高位。
1990年，城市举办了友好运动会；1993年则迎来亚太经济合作组织领导人非正式会议。同期，本地独立音乐圈催生的油渍摇滚在全球走红。1993年的电影《西雅图夜未眠》与情景喜剧《欢乐一家亲》进一步提升了城市知名度。2000年前后的互联网泡沫令科技业狂热，但在2001年初破裂。
1999年，世界贸易组织第三次部长级会议在西雅图召开，却因大规模抗议与警方冲突而使会议本身黯然失色。

### 21世纪
2001年，西雅图先于2月期间爆发了狂欢节骚乱，翌日又遭遇尼斯夸利地震的双重打击。
继大衰退后，随着亚马逊将总部自北灯塔山迁至南联合湖，城市迎来新一轮繁荣并触发历史性的建筑热潮。仅2017年，西雅图便竣工近一万套公寓，创下年度纪录，几乎为2016年建成量的两倍。截至2025年，西雅图新建公寓的平均面积仅649 sq ft（60.3 m2），居全美最小。
2010年至2015年间，西雅图年均净增人口14,511人，而且增长高度集中于市中心区域，同期失业率由约9%降至3.6%。然而，这轮高速发展也使城市“拥挤不堪”——逾4.5万户家庭将半数以上收入用于住房开支，无家可归者至少2,800人，而市区高峰时段交通拥堵程度居全国第六。

### 经济史
西雅圖经历过发展和萧条的时间。作为一个大公司的总部城市在它不景气的时候有人甚至认为它将不断缩小。但它一般总是在这些时间里成功地重建它的基础设施。
第一次大发展是在建城初期的木头工业的发展，19世纪末的淘金热也为西雅圖带来了一个短暂的小小的发展，20世纪初的造船业也为西雅圖带来了繁荣。第二次世界大战后，西雅圖的经济受益于波音航空工业商业所带来的发展兴旺。1960年代末和1970年代初，航空業的萧条迫使许多人离开了西雅圖，当地的两个地产商贴出了一幅标语：“麻煩最後離開西雅圖的人，把燈關掉。”
自從波音於1997年和麥克唐纳·道格拉斯公司合併後，就一直謠傳波音將會搬離西雅圖。2001年五月，波音宣佈將總部搬到芝加哥，並於同年的九月完成搬遷。波音公司的解釋是，和麥克唐纳·道格拉斯公司合併後，總部位於西岸的波音無法和東岸的研發部門和美國聯邦政府做緊密的交流，選擇位於美國本土中央的芝加哥，有助於平衡波音的商用和軍用部門。
自從波音787（Dreamliner）的計畫開始以來，波音便宣称打算将其未來的波音787（Dreamliner）生產線搬出華盛頓州。许多城市以低税和改善預定地附近的公共設施来竞争成为新的生產中心，最后在華盛頓州政府的3.2億美元改善計畫，讓波音787生產線還是留在大西雅圖地區。西雅圖依然是波音民航飞机、研發中心、一些波音工厂和波音职工信贷联盟（Boeing Employees Credit Union）最重要的所在地。2009年7月7日，波音買下了Vought在南卡羅萊納州的廠房。波音787的第二條生產線搬離華盛頓州更是被人們猜測著。最後，2009年10月28日，波音決定在南卡羅萊納州查理斯敦興建波音787的第二條生產線。而波音未來的第三條生產線更有可能在中國設立。西雅圖的航空工業似乎慢慢的走向夕陽。
最近的重大經濟发展主要来自微软和其他软件、互联网和通讯公司如亚马逊公司、RealNetworks和美国电话电报无线公司，甚至当地的星巴克总部也对许多互联网和软件公司投资。这个新发展于2001年初结束，但这些公司依然相当强大。

## 地理
西雅圖位于普吉特海湾和华盛顿湖之间，西边海湾边上有奥林匹克山脉，该山脉可保护城市免受风暴的袭击。东边則有华盛顿湖，再往東是瑟马米什湖（Lake Sammamish），然後是伊瑟阔高地（Issaquah Highland），以及位在高地東南方的老虎山（Tiger Mountain），最後是喀斯喀特山脉（Cascade Range）。
西雅图市筑于丘陵地形上，一些市内最高的地方直接在市中心附近。通过不同的地形改造工程市中心附近的地形被改变许多。
西雅圖附近的河流、森林、湖泊和田野非常富饶。今天一条离西雅圖中心很近的运河连接华盛顿湖和普吉特海湾。在西雅图及其周围整年有很多帆船、滑雪、骑车、宿营和徒步旅行的机会。
西雅圖断层是一条活跃的地质断层，它直接通过西雅圖市区下并不断造成地震。自從有歷史記錄的一百五十年間，西雅圖一共收到四次大地震：1872年12月14日里氏7.3，1949年4月13日（7.1），1965年4月29日（6.5）和2001年2月28日（6.8）。
西雅圖的中心坐标是北纬47°37'35"，西经122°19'59"。按美国人口调查局数据西雅圖市区面积为369.2平方公里，其中陆地面积217.2平方公里，水域面积152平方公里，水域率达41.16%。

### 气候
西雅圖的气候受海洋影響，屬於溫帶海洋性氣候。全年气温变化和缓，降雨频繁，阴天天气常见（年平均阴天数约226天），日照较少。冬季冷凉但不寒冷，偶尔降雪，但大雪少见，且积雪停留时间不长。虽属温带海洋性气候，但西雅图的降水呈现出地中海气候式的特点，冬季较多，夏季较少。西雅图年均有效降雨日数（这里指日降雨量不低于0.25毫米）达152天，位居美国各大城市前列，因此有雨城之称（但少落大雨）。
冬季冷凉，潮湿，日照少，日最高气温低于0 °C（32 °F）的平均日数为1.2天，日最低气温低于0 °C（32 °F）的平均日数为25天，低于−5 °C（23 °F）的有2.4天；夏季晴朗干燥，日最高气温超过30 °C（86 °F）的日数年均只有10.3天，35 °C（95 °F）以上的气温为罕见。最冷月（12月）均温5.6 °C（42.0 °F），极端最低气温−18 °C（0 °F）（1950年1月31日）。最热月（8月）均温19.7 °C（67.4 °F），极端最高气温42 °C（108 °F）（2021年6月28日）。无霜期平均为254天（3月8日至11月17日）。年均降水量约999（39.34英寸），年极端最少降水量为604（23.78英寸）（1952年），最多为1,401（55.14英寸）（1950年）。年均降雪量为16（6.3英寸），但许多冬季的积累降雪量微少以致难以测量；1968–69年的降雪量最多，积累降雪量为171（67.5英寸）。
| 西雅图（西雅图-塔科马国际机场），1991–2020年正常值，1945年至今极端数据 | 西雅图（西雅图-塔科马国际机场），1991–2020年正常值，1945年至今极端数据 | 西雅图（西雅图-塔科马国际机场），1991–2020年正常值，1945年至今极端数据 | 西雅图（西雅图-塔科马国际机场），1991–2020年正常值，1945年至今极端数据 | 西雅图（西雅图-塔科马国际机场），1991–2020年正常值，1945年至今极端数据 | 西雅图（西雅图-塔科马国际机场），1991–2020年正常值，1945年至今极端数据 | 西雅图（西雅图-塔科马国际机场），1991–2020年正常值，1945年至今极端数据 | 西雅图（西雅图-塔科马国际机场），1991–2020年正常值，1945年至今极端数据 | 西雅图（西雅图-塔科马国际机场），1991–2020年正常值，1945年至今极端数据 | 西雅图（西雅图-塔科马国际机场），1991–2020年正常值，1945年至今极端数据 | 西雅图（西雅图-塔科马国际机场），1991–2020年正常值，1945年至今极端数据 | 西雅图（西雅图-塔科马国际机场），1991–2020年正常值，1945年至今极端数据 | 西雅图（西雅图-塔科马国际机场），1991–2020年正常值，1945年至今极端数据 | 西雅图（西雅图-塔科马国际机场），1991–2020年正常值，1945年至今极端数据 |
| 月份                                                                   | 1月                                                                    | 2月                                                                    | 3月                                                                    | 4月                                                                    | 5月                                                                    | 6月                                                                    | 7月                                                                    | 8月                                                                    | 9月                                                                    | 10月                                                                   | 11月                                                                   | 12月                                                                   | 全年                                                                   |
| ---------------------------------------------------------------------- | ---------------------------------------------------------------------- | ---------------------------------------------------------------------- | ---------------------------------------------------------------------- | ---------------------------------------------------------------------- | ---------------------------------------------------------------------- | ---------------------------------------------------------------------- | ---------------------------------------------------------------------- | ---------------------------------------------------------------------- | ---------------------------------------------------------------------- | ---------------------------------------------------------------------- | ---------------------------------------------------------------------- | ---------------------------------------------------------------------- | ---------------------------------------------------------------------- |
| 历史最高温 °C（°F）                                                    | 18 (64)                                                                | 21 (70)                                                                | 26 (79)                                                                | 32 (89)                                                                | 34 (93)                                                                | 42 (108)                                                               | 39 (103)                                                               | 37 (99)                                                                | 37 (98)                                                                | 32 (89)                                                                | 23 (74)                                                                | 19 (66)                                                                | 42 (108)                                                               |
| 平均最高温 °C（°F）                                                    | 13.9 (57.0)                                                            | 15.1 (59.1)                                                            | 19.1 (66.4)                                                            | 23.5 (74.3)                                                            | 27.7 (81.9)                                                            | 29.9 (85.8)                                                            | 32.9 (91.2)                                                            | 32.2 (89.9)                                                            | 28.9 (84.1)                                                            | 22.2 (72.0)                                                            | 16.4 (61.6)                                                            | 13.8 (56.8)                                                            | 34.5 (94.1)                                                            |
| 平均高温 °C（°F）                                                      | 8.9 (48.0)                                                             | 10.2 (50.3)                                                            | 12.3 (54.2)                                                            | 15.2 (59.3)                                                            | 19.1 (66.3)                                                            | 21.7 (71.1)                                                            | 25.2 (77.4)                                                            | 25.3 (77.6)                                                            | 22.0 (71.6)                                                            | 15.8 (60.5)                                                            | 11.2 (52.1)                                                            | 8.3 (47.0)                                                             | 16.3 (61.3)                                                            |
| 平均低温 °C（°F）                                                      | 3.2 (37.7)                                                             | 3.2 (37.7)                                                             | 4.4 (39.9)                                                             | 6.3 (43.3)                                                             | 9.3 (48.7)                                                             | 11.7 (53.0)                                                            | 13.8 (56.8)                                                            | 14.0 (57.2)                                                            | 12.0 (53.6)                                                            | 8.3 (47.0)                                                             | 4.9 (40.9)                                                             | 2.8 (37.1)                                                             | 7.8 (46.1)                                                             |
| 平均最低温 °C（°F）                                                    | −3.3 (26.1)                                                            | −2.6 (27.3)                                                            | −0.4 (31.3)                                                            | 2.0 (35.6)                                                             | 4.8 (40.6)                                                             | 8.1 (46.6)                                                             | 10.8 (51.5)                                                            | 10.9 (51.7)                                                            | 7.7 (45.8)                                                             | 2.7 (36.8)                                                             | −1.6 (29.2)                                                            | −3.7 (25.4)                                                            | −5.8 (21.5)                                                            |
| 历史最低温 °C（°F）                                                    | −18 (0)                                                                | −17 (1)                                                                | −12 (11)                                                               | −2 (29)                                                                | −2 (28)                                                                | 3 (38)                                                                 | 6 (43)                                                                 | 7 (44)                                                                 | 2 (35)                                                                 | −2 (28)                                                                | −14 (6)                                                                | −14 (6)                                                                | −18 (0)                                                                |
| 平均降水量 mm（）                                                      | 147 (5.78)                                                             | 96 (3.76)                                                              | 106 (4.17)                                                             | 81 (3.18)                                                              | 48 (1.88)                                                              | 37 (1.45)                                                              | 15 (0.60)                                                              | 25 (0.97)                                                              | 41 (1.61)                                                              | 99 (3.91)                                                              | 160 (6.31)                                                             | 145 (5.72)                                                             | 999 (39.34)                                                            |
| 平均降雪量 cm（）                                                      | 4.6 (1.8)                                                              | 5.6 (2.2)                                                              | 1.0 (0.4)                                                              | 0.0 (0.0)                                                              | 0.0 (0.0)                                                              | 0.0 (0.0)                                                              | 0.0 (0.0)                                                              | 0.0 (0.0)                                                              | 0.0 (0.0)                                                              | 0.0 (0.0)                                                              | 0.51 (0.2)                                                             | 4.3 (1.7)                                                              | 16 (6.3)                                                               |
| 平均降水天数（≥ 0.01 in）                                              | 18.7                                                                   | 15.9                                                                   | 17.1                                                                   | 15.0                                                                   | 11.3                                                                   | 9.2                                                                    | 4.7                                                                    | 4.9                                                                    | 8.3                                                                    | 14.3                                                                   | 18.4                                                                   | 18.4                                                                   | 156.2                                                                  |
| 平均降雪天数（≥ 0.1 in）                                               | 1.4                                                                    | 1.2                                                                    | 0.4                                                                    | 0.0                                                                    | 0.0                                                                    | 0.0                                                                    | 0.0                                                                    | 0.0                                                                    | 0.0                                                                    | 0.0                                                                    | 0.2                                                                    | 1.5                                                                    | 4.7                                                                    |
| 平均相對濕度（％）                                                     | 81                                                                     | 77                                                                     | 76                                                                     | 73                                                                     | 72                                                                     | 70                                                                     | 68                                                                     | 68                                                                     | 73                                                                     | 80                                                                     | 82                                                                     | 82                                                                     | 75                                                                     |
| 月均日照時數                                                           | 69.8                                                                   | 108.8                                                                  | 178.4                                                                  | 207.3                                                                  | 253.7                                                                  | 268.4                                                                  | 312.0                                                                  | 281.4                                                                  | 221.7                                                                  | 142.6                                                                  | 72.7                                                                   | 52.9                                                                   | 2,169.7                                                                |
| 可照百分比                                                             | 25                                                                     | 38                                                                     | 48                                                                     | 51                                                                     | 54                                                                     | 56                                                                     | 65                                                                     | 64                                                                     | 59                                                                     | 42                                                                     | 26                                                                     | 20                                                                     | 49                                                                     |
| 来源：NOAA（1981–2010年相对湿度；1961–1990年日照）                     |                                                                        |                                                                        |                                                                        |                                                                        |                                                                        |                                                                        |                                                                        |                                                                        |                                                                        |                                                                        |                                                                        |                                                                        |                                                                        |

## 居民和文化

### 人口
| 调查年     | 人口    | 备注   | %±       |
| ---------- | ------- | ------ | -------- |
| 1860       | 188     |        | —        |
| 1870       | 1,107   |        | 488.8%   |
| 1880       | 3,533   |        | 219.2%   |
| 1890       | 42,837  |        | 1,112.5% |
| 1900       | 80,671  |        | 88.3%    |
| 1910       | 237,194 |        | 194.0%   |
| 1920       | 315,312 |        | 32.9%    |
| 1930       | 365,583 |        | 15.9%    |
| 1940       | 368,302 |        | 0.7%     |
| 1950       | 467,591 |        | 27.0%    |
| 1960       | 557,087 |        | 19.1%    |
| 1970       | 530,831 |        | −4.7%    |
| 1980       | 493,846 |        | −7.0%    |
| 1990       | 516,259 |        | 4.5%     |
| 2000       | 563,374 |        | 9.1%     |
| 2010       | 608,660 |        | 8.0%     |
| 2017年估计 | 724,745 | [ 85 ] | 19.1%    |
| [ 86 ]     |         |        |          |

2000年的美国人口普查显示西雅圖有563,374居民。整个普吉特海湾都市地区约有370万人口，约73.4%是白人，这是美国北部都市中白人比例最高的。4.7%的人称自己是多个民族的后裔，这也是美国最高的一个城市之一。亚裔人有13.71%，非裔人有8.44%，1.1%是美洲土著人，太平洋土著人占0.5%，6.84%来自其他非白人的民族。
在最近十数年中有许多合法的和非法的移民来到西雅圖。从1990年到2000年的普查外来人口增加了40%。虽然在2000年的普查中只有5.28%的人口是西班牙裔的，但西班牙裔人口在整个华盛顿州是所有人群中增长最快的一个。估计从2000年到2002年就增长了10%。

### 地標
西雅圖最特别的地標就是太空针塔，它是为1962年的21世纪博览会修建的，其周围的博览会会址被改变为西雅圖中心（Seattle Center），至今依然是许多重要的民间和艺术大事的场地。
其他著名的地標有史密斯塔、派克市场、流行文化博物馆（舊名EMP博物馆）、新西雅圖中央圖書館和哥倫比亞中心，後者是美国密西西比河以西第四高、全美第12高的摩天大樓。

### 每年的文化大事和展览

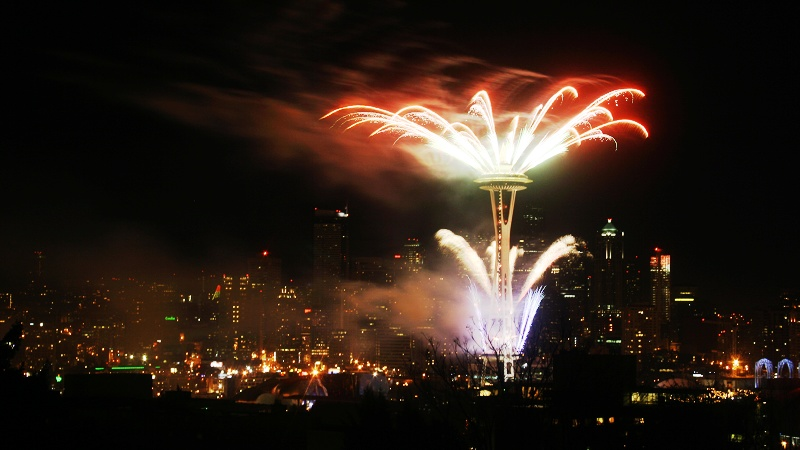
太空針塔在新年時舉行煙花匯演

西雅圖最著名的文化大事有为期24天的西雅圖国际影展（Seattle International Film Festival）、阵亡将士纪念日周末举行的西北生活庆典（Northwest Folklife Festival）、夏季的海洋节（Seafair）、美食节（Bite of Seattle）和在劳动节周末举行的艺术节（Bumbershoot），一般总有上十万人参加这些节日。大麻节和美国独立日的两个游行也总是吸引许多人参加。其他另有多个印第安人组织的跑沃舞、一个希腊节和许多不同的民族举行的民族节。
数十个西雅圖的市区每年举办一到多个街道节，许多區域每年还举行一次游行或赛跑。最大的街道节包括上百货摊、艺人和许多表演舞台，上十万人参加，最小的只有十几个货摊和艺人，与大區域的市场相差不多。
如同其他许多大城市，西雅圖还有其他许多小规模的活动，比如书展、特别的电影节和一个每年八月一次、为期两天、约八千人参加的从西雅图到波特兰的自行车比赛。2005年《男人健美》杂志称西雅圖是美国最健美的城市。

### 表演艺术
西雅圖是一个表演艺术的中心。西雅圖交响乐团有上百年的历史，是世界上出版唱片最多的交响乐团之一。西雅圖歌剧团和太平洋西北芭蕾舞团也非常著名，西雅圖歌剧团尤其以其威廉·理查德·瓦格纳的上演著称，太平洋西北芭蕾舞团学校是美国最著名的三个芭蕾舞学校之一。
西雅圖还有约20个剧院，在流行音乐和现代音乐方面也非常多样和活跃。

1893年左右，西雅圖最著名的建筑

### 博物馆和艺术收藏
1927年开设的亨利艺廊（Henry Art Gallery）是华盛顿州第一个美術館。西雅圖艺术博物馆於1933年开设。艾玛·富来尔艺术博物馆（Frye Art Museum）、現代藝術中心（Center on Contemporary Art）和西雅图亚洲艺术博物馆也藏有艺术收藏。
历史与工业博物馆（Museum Of History & Industry）、伯克自然歷史和文化博物館、克隆底克淘金博物館（Klondike Gold Rush Museum）、圓木屋博物館（Log House Museum）、西北海岸防衛隊博物館（Coast Guard Museum Northwest）收藏地区性的历史。
木舟中心（The Center for Wooden Boats）、西北海港海岸文物中心（Northwest Seaport Maritime Heritage Center）、西雅圖都市警察博物馆（Seattle Metropolitan Police Museum）和飞行博物馆（Museum of Flight）、普捷灣船舶交通中心（Puget Sound Vessel Traffic Service）主要收藏工业技术。
北欧传统博物馆（Nordic Heritage Museum）和陆荣昌亚洲博物馆（Wing Luke Asian Museum）主要收藏民族传统。

### 其他文化设施
林地公园动物园于1889年建立，它是美国西海岸最老的动物园之一，是发明自然式的动物园的一个先驱。1977年西雅图水族馆（Seattle Aquarium）开放。西雅圖中央圖書館是最大的圖書館。

### 媒體
西雅圖有许多电视和广播站。最重要的报纸是西雅图时报和西雅图邮讯报，两者分享其广告和商业部门。西雅图邮讯报在2009年3月17日印刷最後一天的報紙，在發行146年後正式進入歷史，目前西雅图邮讯报只剩下網路的版本。重要的周刊有西雅图周刊和陌生人、Real Change，前兩者都是免費的週刊。「西雅图周刊」是西雅圖地區的非正式報紙，常常報導正式報紙無法報導的國內或西雅圖市的黑暗面。「陌生人」針對一些另類的读者，報導關於同性戀等非主流的新聞。「Real Change」是低收入戶和流浪漢的喉舌，利用街頭流浪漢賣Real Change讓他們有自己的收入來源，每賣出$1美元的Real Change，賣報紙的低收入戶和流浪漢可以獲取65美分。

### 体育
| 球队         | 项目     | 联盟               | 主场           | 冠軍                                                 |
| ------------ | -------- | ------------------ | -------------- | ---------------------------------------------------- |
| 西雅图水手   | 棒球     | 美国职业棒球大联盟 | T-Mobile球場   |                                                      |
| 西雅图海鹰   | 美式足球 | 美國美式足球球联盟 | 流明球場       | 第48屆超級盃冠軍                                     |
| 西雅图海灣人 | 足球     | 美國職業足球大聯盟 | 流明球場       | 2次大聯盟盃冠軍、1次中北美洲及加勒比海冠軍盃聯賽冠軍 |
| 西雅图风暴   | 篮球     | 美国女子篮球协会   | 氣候宣言體育館 | 4次WNBA冠軍                                          |
| 西雅图海怪   | 冰球     | 國家冰球聯盟       | 氣候宣言體育館 |                                                      |

西雅圖第一支现代的专业球队是西雅图超音速（篮球），於1967年成立，惟已於2007-08 NBA賽季結束後遷往俄克拉何馬城，並改名為雷霆隊。1969年又有棒球队西雅圖飞行员队加入。两支球队的名称都与当地的飞机工业有关。飞行员队一年后迁往密爾瓦基。1976年美式足球队西雅图海鹰成立，1977年棒球队西雅图水手成立。英式足球西雅图海狼於2017年成立，主場是Starfire Stadium。第一个为西雅圖赢得一个国家冠军的球队是冰球队西雅图都市，它于1917年获得美国冠军。西雅图超音速队1979年6月1日在華盛頓赢得1979年NBA总决赛冠军，这是超音速队历史上的第一个冠军。西雅图海鹰队2014年2月在纽约赢得第48届超级碗总决赛冠军，这是海鹰队历史上的第一个冠军。此外华盛顿大学、西雅图大学和西雅图太平洋大学也有球队（如美式足球和篮球）。西雅图风暴队2018年9月12日在華盛頓赢得2018年WNBA总决赛冠军，这是风暴队历史上的第三个冠军。西雅图风暴队2020年9月7日赢得2020年WNBA总决赛冠军，这是风暴队历史上的第四个冠军。

## 教育

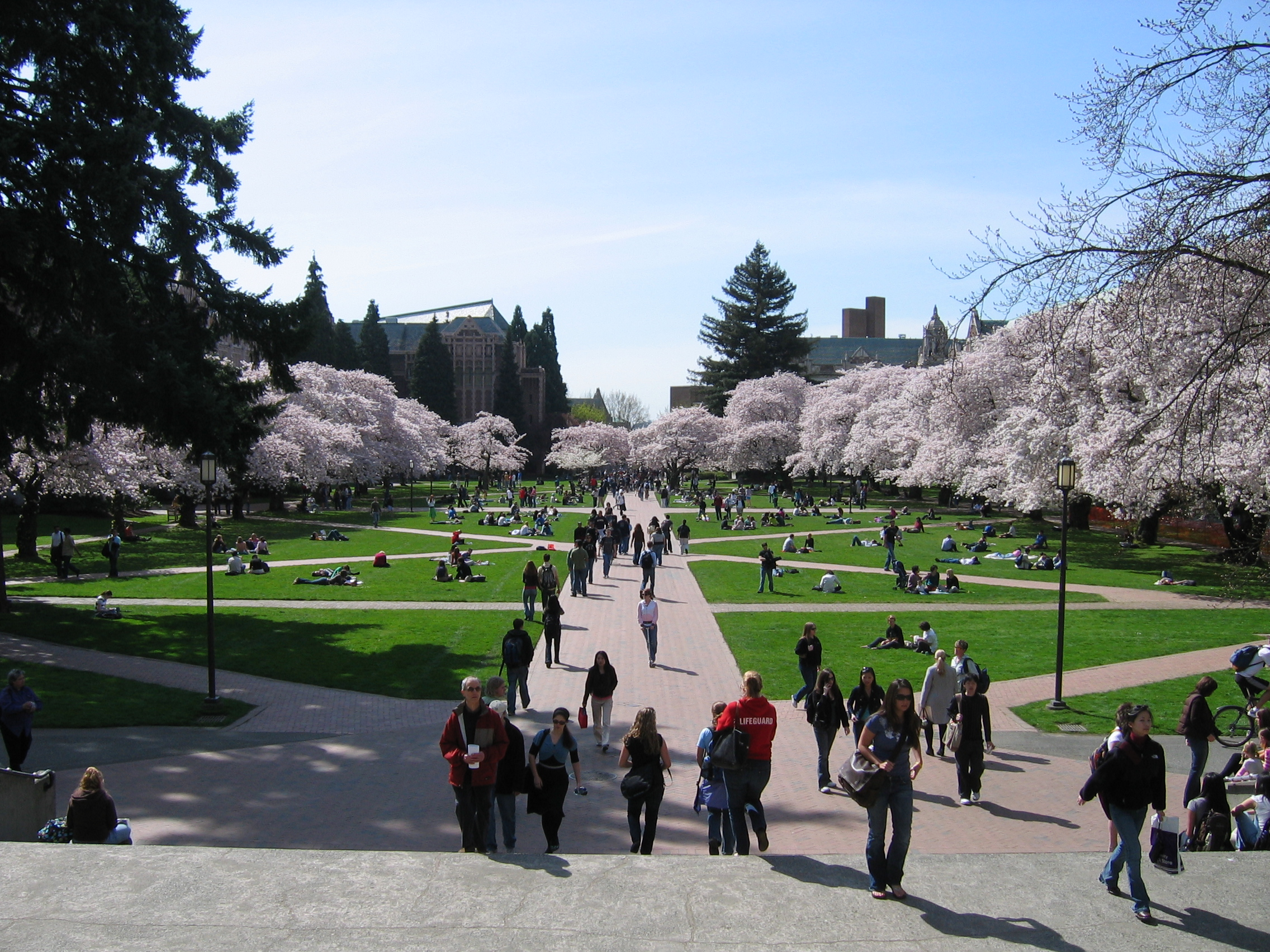
華盛頓大學

西雅圖居民的平均教育水平比美国的平均教育水準高。超过25岁的人群当中，53.8%的人口有大學學歷或以上（美国平均比例27.4%），93%的人口高中毕业。除学校外，西雅圖的成人培训班和家庭学校教育也很强。
如同美国其他大多数大城市的公立学校，西雅圖公立學校也往往是争论的原因。虽然西雅图公立学校1960年代不用法庭判决就取消了种族隔离的做法，但在一个各个种族分居的城市里，要达到每个学校里的种族成分均等是不容易的。雖然有些公立学校的成绩比另一些學校要好，但是這和居住的地區、家長對子女的教育、學校的做法不一都有差別。
除公立学校外西雅图还有一些私立学校：四个天主教私立学校，一个新教私立学校和六个非宗教的学校。
西雅圖最主要的大学是华盛顿大学，它有四万多学生，是美国西北部最大的大学。此外市内还有西雅圖大学（一个耶稣会的大学）和西雅圖太平洋大学（一个新教大学）。此外还有一些艺术、商业和心理等的小型高校。
西雅图公立图书馆有中央圖書館、26个街坊圖書館、2.4百万本书和館藏資料。

## 政治
西雅圖市长和其他九个城市委员会的成员每年选举而出，此外市律师也是选举而出。所有这些职位都不是业余的。
西雅圖比许多其他美国城市提供更多的基础设备如饮水、废水和电力，收费和管理也由城市处理。但垃圾和回收由私人公司处理。
如同美国其他大多数城市县的法律机构处理大多数犯罪行为。西雅圖的城市法院主要处理错误停车罚款等琐事。西雅圖市有自己的监狱。2004年全市一共有24起谋杀罪行，这是1965年起最低的一年。从1994年开始犯罪率下降42%，每一千居民有近七十起犯罪事件。偷盗汽车的犯罪率提高了44%。另估计约1.25%的人无家可归，其中14%是青少年。
西雅圖的政治比美国的平均要偏向自由派，一直是民主党的重要票源。但西雅圖也有一些偏向保守派的市区。

### 正式昵称、市花、格言和市歌
1869年开始西雅圖的昵称是“女王之城”。1981年城市正式选举一个新的昵称，1982年公布的赢者是“翡翠之城”，它描绘着西雅圖周围多雨造成的充茂。西雅圖的另一个称号“飞机之城”，并非正式昵称。
1913年开始大丽花是西雅圖的市花，从1909年开始西雅圖的市歌是“西雅圖，无比的城市”，从1942年开始它的格言是“花市”，48年后因为举办友好运动会，它又加上了“友好城市”的格言。

### 友好城市
| - 以色列贝尔谢巴 - 菲律賓宿雾 - 新西兰基督城 - 爱尔兰戈尔韦 - 越南海防 - 中華民國高雄市 - 喀麦隆林贝 - 蒙巴萨 |  | - 匈牙利佩奇 - 冰島雷克雅未克 - 印度尼西亞泗水 - 挪威卑尔根 - 中华人民共和国重庆 - 大田 - 波蘭格丁尼亚 - 土耳其伊兹密尔 |  | - 日本神户 - 墨西哥马萨特兰 - 法國南特 - 義大利佩鲁贾 - 柬埔寨西哈努克市 - 塔什干 - 柬埔寨 |

## 基础设施

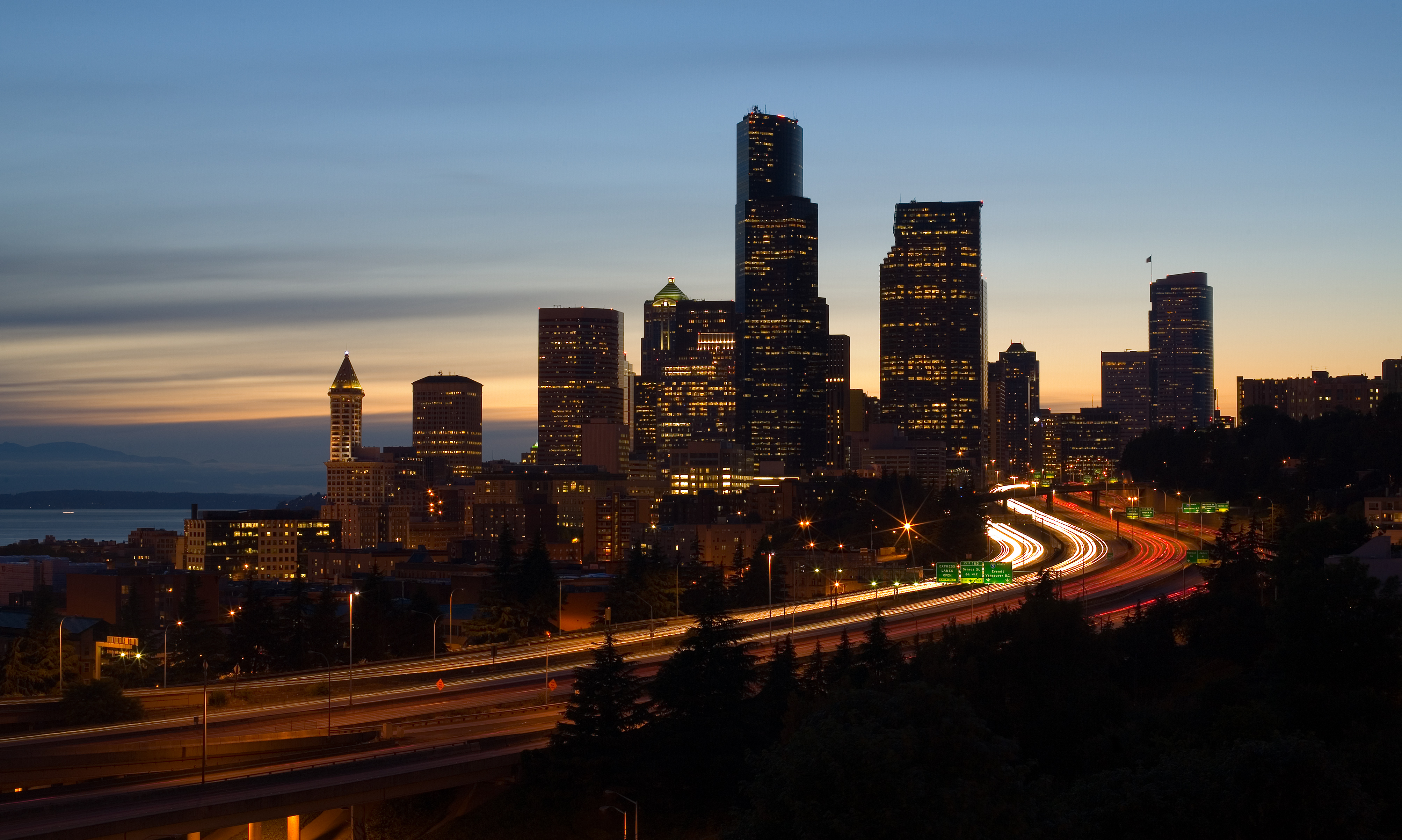
西雅图黄昏景色，攝於黎剎公園

### 公共交通
西雅图地势起伏不平，水域众多，市中心又位于普吉特海湾与华盛顿湖之间的陆地最窄处，堵车与停车难问题严重，适合步行与公交出行，不适合开车。同时西雅图人口密度较高，有发达的公共交通网络，包括公共汽车，无轨电车，轻轨，有轨电车，通勤铁路和轮渡。西雅图的公共交通主要由Sound Transit （页面存档备份，存于）（运营Express Bus和轻轨)和King County Metro （页面存档备份，存于）（运营Local Bus和Rapidride）提供。
南北走向贯穿西雅图的海湾轻轨1号线是西雅图的骨干轨道交通。此线路当前北端到北门站，南端到西塔科国际机场车站和Angle Lake Station。2008年選民更投票通過讓海湾公共交通局在2023年延長轻轨南至费德勒尔韦、東至雷德蒙德、北至林伍德。海湾公共交通局还运营走高速公路开往周边热点地区与公交枢纽的Express Bus，连接埃弗里特－西雅图－塔科马间的通勤火车。目前西雅图市计划延長地面上的轻铁网，未来将连接贝尔维尤，雷德蒙德，埃弗里特和塔科马。
西雅图也建有现代有轨电车（Streetcar），目前有两条线路。南联合湖街车（South Lake Union Streetcar）是第一条完成的路线，行駛於西西雅图（West Seattle）和Ballard间。第二條線路（First Hill Line）則於 2016 年開始營運，行駛於 First Hill，Capitol Hill 和International District，途经西雅图大学。
另外，西雅圖還有一條約1.4公里長的單軌鐵路連接西湖中心（Westlake Center) 和 西雅圖市中心（Seattle Center)。
大西雅圖地區的公交公司，包括社區公共交通局 (Community Transit)、埃佛里特縣公共交通局 (Everett Transit)、金縣都會交通局 (King County Metro) 、金縣水上的士 (King County Water Taxi)、吉特薩普縣公共交通局 (Kitsap Transit)、西雅图单轨（Monorail）、西雅圖市有軌電車 (Seattle Streetcar) 以及海湾公共交通局，均可使用充值ORCA公交卡（ORCA；One Regional Card for All）。

#### 机场
西雅图的主要商业机场是位于西塔科的西雅图-塔科马国际机场，提供到达北美、欧洲、远东和中美州的航班。西塔科机场是阿拉斯加航空的枢纽港，是地平线航空（阿拉斯加航空公司的子公司）的补给站。
此外，「大西雅圖」地区还拥有兩个民用机场－由金县所管辖的波音机场和由斯诺霍米什县所管辖的佩恩机场。

### 街道布局
除市中心的商业区外西雅圖按东西和南北走向形成方格式，在市中心的商业区街道的走向按海岸的走向。两个走向相接处往往造成不寻常的角度，往往使外来不熟悉西雅圖的人迷路。

#### 高速公路
貫穿西雅圖南北的主要高速公路為5號州際公路，而來往鄰市贝尔维尤的主要公路則為520号华盛顿州州道（跨越华盛顿湖的桥梁为收费路段）和90號州際公路，其中西雅圖為90號州際公路的西岸起點，向東走可直達波士頓。在2019年2月之前，西雅圖市中心還有一條延著市中心海邊的快速道（Alaskan Way Viaduct）。

### 醫療中心和醫院
健康合作組織（Group Health）是美國健康管理的先驅。華盛頓大學在美國是名列前茅的醫學研究中心。西雅圖本身是美國建立救護隊的先驅。
兒童醫院（Children's Hospital）和地區醫療中心（Regional Medical Center）是華盛頓州、阿拉斯加州、蒙大拿州和愛德華州的兒醫中心。港景醫療中心（Harborview Medical Center）是一個縣公共醫院，它是這四個州唯一的一級創傷醫院，也是華盛頓州唯一的成人和兒童的第一級醫療中心。第一級醫療中心意指急診醫師，護士和手術醫師等醫療人員必須常駐於急救中心，並能在五分鐘之內到達需要急救的傷患。它與華盛頓大學醫療中心共用醫務人員。

### 公用事业
在西雅圖水和电是由公共设施提供的。私人的普吉特海湾能源公司提供天然气，西雅图蒸汽公司提供蒸汽，奎斯特提供电话服务，康卡斯特提供有线电视。

## 经济

### 公司
总部位于西雅图的财富世界500强公司包括：诺德斯特龙百货公司、亞馬遜公司、惠好、康捷国际和星巴克。
儘管波音在2001年将其总部遷移到芝加哥，不過除了軍方以外，它依然是西雅图，甚至於華盛頓州最重要雇主。大西雅图地區還是它最主要的商用客機生產中心。波音737組裝於伦顿工厂，波音747、767、777和787則組裝於埃弗雷特工厂。
在西雅图附近的一些城市里还有其他大公司的总部，比如零售商开市客的总部在伊瑟阔，微软总部和任天堂北美总部在雷德蒙德，卡车生产家帕卡和在线旅游公司Expedia位于贝尔维尤。
西雅图打算通过吸引生物工程企业来获得一个新的发展，这个打算获得了公共的支持。

### 引用
1. ↑  . United States Census Bureau.   [August 7, 2020]. （原始内容存档于2020-10-17）.
2. ↑  . United States Census Bureau.   [22 August 2021]. （原始内容存档于2021-08-12）.
3. ↑  . USPS.   [2008-12-11]. （原始内容存档于2010-11-23）.
4. ↑  . . United States Geological Survey.
5. ↑  沈雲龍 (编). . 近代中國史料叢刊三編第十六輯. 臺北縣永和市: 文海出版社有限公司. 1986. 國家圖書館系統號000085532.
6. ↑  . Port of Seattle.   [June 1, 2022]. （原始内容存档于2022-11-22）.
7. ↑  . United States Census Bureau.   [20 August 2021]. （原始内容存档于2022-06-09）.
8. ↑  . United States Census Bureau.   [2013-06-14]. （原始内容存档于2014-06-27）.
9. 1 2  Gutman, David; Shapiro, Nina. . The Seattle Times. August 12, 2021  [20 August 2021]. （原始内容存档于2022-05-26）.
10. 1 2
11. ↑  Andrew Craig Magnuson. . Andrew Craig Magnuson. 2014-07-20  [2014-09-27]. （原始内容存档于2015-02-02）.
12. ↑  Gene Balk. . The Seattle Times. March 20, 2015  [2022-11-06]. （原始内容存档于2021-01-26）.
13. ↑  . U.S. Bureau of the Census.   [2011-11-16]. （原始内容存档于2011-10-22）.
14. ↑  Balk, Gene. . Seattle Times. FYI Guy. 2014-05-22  [2015-01-29]. （原始内容存档于2018-02-22）.
15. ↑  Heylin, Clinton. . Conongate. 2007: 606. ISBN 978-1-84195-879-8.
16. ↑  Lange, Greg. . HistoryLink. 2000-10-15  [2007-10-14]. （原始内容存档于2008-09-22）.
17. ↑  . Puget Sound Native Art and Culture. Seattle Art Museum. 2003-07-04  [2006-04-21]. （原始内容存档于2010-06-13）.（出版日期依据《Native Art of the Northwest Coast: Collection Insight》）
18. ↑  Walt Crowley. . HistoryLink. 2003-03-13  [2007-10-14]. （原始内容存档于2009-01-25）.
19. ↑  Dawn Bates; Thom Hess; Vi Hilbert. . University of Washington Press. 1994: 91  [2016-07-10]. ISBN 978-0-295-97323-4. （原始内容存档于2024-09-07）.
20. ↑  Waterman, T. T. . Lushootseed Press. 2001: 44. ISBN 979-8750945764.
21. ↑  George Vancouver; John Vancouver. . London: J. Stockdale. 1801  [2020-10-20]. ISBN 978-0-665-18642-4. （原始内容存档于2024-09-07）.
22. ↑  Tom. . Cool Old Photos. 2015-05-22  [2019-03-05]. （原始内容存档于2019-03-06） （美国英语）.
23. ↑  Greg Lange. . HistoryLink. 2003-03-08  [2007-10-14]. （原始内容存档于2021-07-03）.
24. ↑  Greg Lange. . HistoryLink. 2000-12-16  [2007-10-14]. （原始内容存档于2021-07-03）.
25. 1 2 3 4  Walt Crowley. . HistoryLink. 1998-08-31  [2007-10-14]. （原始内容存档于2021-07-03）.
26. ↑   (PDF). City of Seattle. n.d.  [2022-07-10]. （原始内容存档 (PDF)于2022-08-16）.
27. ↑  James R. Warren. . Seattle Post-Intelligencer. 2001-10-23  [2007-10-14]. （原始内容存档于2012-01-25）.
28. ↑  Speidel, William. . Seattle: Nettle Creek Publishing Company. 1967: 27–55.
29. ↑  Greg Lange. . HistoryLink. 2001-03-28  [2007-10-14]. （原始内容存档于2021-02-26）.
30. ↑  Thomas R. Speer (编). . Duwamish Tribe. 2004-07-22  [2007-10-14]. （原始内容存档于2009-02-13）.
31. ↑  Kenneth G. Watson. . HistoryLink. 2003-01-18  [2007-10-14]. （原始内容存档于2021-02-25）.
32. ↑  Murray Morgan. . Seattle and London: University of Washington Press. 1982: 20 [1951]. ISBN 978-0-295-95846-0.
33. ↑  Crowley, Walt; Wilma, David. . HistoryLink. 2003-02-15  [2025-02-18].
34. ↑  Greg Lange; Cassandra Tate. . HistoryLink. 1998-11-04  [2007-10-14]. （原始内容存档于2021-02-24）.
35. ↑  Greg Lange. . HistoryLink.   [2022-06-27].
36. ↑  Emmett Shear. . Yale University. 2002年春.
37. ↑  Junius Rochester. . HistoryLink. 1998-10-07  [2007-10-01]. （原始内容存档于2021-02-24）.
38. ↑  Kinnear, George.  . 维基文库. Seattle: [privately printed]. 1911-02-08.
39. ↑  Walt Crowley. . HistoryLink. 2003-01-25  [2007-10-01]. （原始内容存档于2021-02-24）.
40. 1 2  . National Park Service. 2003-02-18  [2007-10-01]. （原始内容存档于2007-11-03）.
41. ↑  J. Kingston Pierce. . HistoryLink. 1999-11-24  [2008-12-18]. （原始内容存档于2021-02-24）.
42. ↑  Greg Lange. . HistoryLink. 1999-01-14  [2007-10-01]. （原始内容存档于2021-02-25）.
43. ↑  . Seattle Parks and Recreation.   [2015-11-30]. （原始内容存档于2021-04-14）.
44. ↑  BOLA Architecture + Planning & Northwest Archaeological Associates, Inc.,  (PDF).   [2008-07-26]. （原始内容 (PDF)存档于2011-07-23）.
45. ↑  Dorpat, Paul; McCoy, Genevieve. . Seattle: Tartu Publications. 1998.
46. ↑  Berner, Richard. . Seattle: Charles Press. 1992.
47. ↑  Mullins, William. . Indianapolis: Indiana University Press. 1991. ISBN 9780253339355.
48. ↑  Mullins, William. . Seattle: University of Washington. 1975.
49. ↑  Roy, Donald. . Seattle: University of Washington. 1935.
50. ↑  Orleck, Annelise. . Feminist Studies. 1993, 19: 147–172. JSTOR 3178357. doi:10.2307/3178357.
51. ↑  Moreo, Dominic. . New York: Garland Publishing. 1996. ISBN 9780815320395.
52. ↑  Gates, Charles. . Seattle: University of Washington Press. 1961.
53. ↑  Statt, Daniel. . HistoryLink. 2001-03-05  [2021-05-03]. （原始内容存档于2021-06-23）.
54. ↑  Greg Lange. . HistoryLink. 1999-06-08  [2007-10-01]. （原始内容存档于2016-07-18）.
55. ↑  Gates, Dominic. . The Seattle Times. 2020-08-22  [2021-05-03]. （原始内容存档于2021-06-23）.
56. ↑  Engleman, Eric. . Puget Sound Business Journal. 2004-10-03  [2021-05-03]. （原始内容存档于2021-06-23）.
57. ↑  . Walla Walla Union-Bulletin. 1970-03-20  [2020-10-24]. （原始内容存档于2013-04-02）.
58. ↑  Natalie Singer. . The Seattle Times. 2006-09-07  [2008-12-18]. （原始内容存档于2011-06-14）.
59. ↑  Holden, Brad. . HistoryLink. 2023-07-26  [2025-04-03].
60. ↑  . Microsoft Visitor Center Student Information.   [2005-10-01]. （原始内容存档于2010-08-05）.
61. ↑  Jane Hodges. . The Seattle Times. 2005-08-20  [2007-09-29]. （原始内容存档于2011-06-22）.
62. ↑  Friedman, Thomas L. . The New York Times. 1993-11-21  [2021-05-03]. （原始内容存档于2021-05-04）.
63. ↑  Pray, D., Helvey-Pray Productions. . Republic Pictures. 1996.
64. ↑  Lee Gomes. . The Wall Street Journal. 2006-11-08  [2007-10-04]. （原始内容存档于2021-03-09）.
65. ↑  . CNN. 2001-03-01  [2008-12-11]. （原始内容存档于2021-02-25）.
66. ↑  Rosenberg, Mike. . The Seattle Times. 2016-12-30  [2018-01-11]. （原始内容存档于2021-01-26）.
67. ↑  Balk, Gene. . The Seattle Times. 2025-04-18  [2025-04-19].
68. ↑  Gene Balk. . The Seattle Times. 2015-09-13  [2015-11-30]. （原始内容存档于2021-04-24）.
69. 1 2
70. ↑  .   [2008-06-04]. （原始内容存档于2007-11-19）.
71. ↑  .   [2008-06-04]. （原始内容存档于2005-12-19）.
72. ↑  .   [2009-10-04]. （原始内容存档于2014-08-24）.
73. ↑  .   [2009-11-03]. （原始内容存档于2009-11-01）.
74. 1 2 3 4 5 6 7  . National Oceanic and Atmospheric Administration.   [2021-06-29]. （原始内容存档于2022-06-11）.
75. ↑   (pdf). National Oceanic and Atmospheric Administration.   [2021-05-05]. （原始内容存档于2021-05-14）.
76. ↑  . National Oceanic and Atmospheric Administration.   [2013-10-31]. （原始内容存档于2023-06-27）.
77. ↑   (PDF). National Oceanic and Atmospheric Administration: 3.   [2022-06-11]. （原始内容 (PDF)存档于2022-06-11）.
78. ↑  .   [2018-03-24]. （原始内容存档于2018-05-04）.
79. ↑  . Census.gov.   [2014-06-14]. （原始内容存档于2015-05-12）.
80. ↑  "LIBRARY OPERATIONS （页面存档备份，存于）." 西雅图公立图书馆.

### 网站
- 西雅圖資訊中心（页面存档备份，存于）
- （英文）西雅圖市政府網頁
- （英文）Seattle's Convention and Visitors Bureau（页面存档备份，存于）
- （英文）Seattle Info Center